# Високово (Юр’єво-Девич’євське сільське поселення)
Високово (рос. Высоково) — присілок в Конаковському районі Тверської області Російської Федерації.
Населення становить 1 особу. Входить до складу муніципального утворення Юр'єво-Девичевське сільське поселення.

## Історія
Від 2005 року входить до складу муніципального утворення Юр'єво-Девичевське сільське поселення.

## Населення
| 2010 |
| ---- |
| 1    |